# 笹子トンネル天井板落下事故
笹子トンネル天井板落下事故（ささごトンネルてんじょうばんらっかじこ）は、2012年（平成24年）12月2日午前8時3分に、山梨県大月市笹子町の中央自動車道上り線笹子トンネルで天井板のコンクリート板が約138メートルにわたって落下し、走行中の車3台が下敷きとなって9名が死亡した事故。
「笹子トンネル天井板落下事故」の呼称は国土交通省やトンネルを管理する中日本高速道路（NEXCO中日本）が当初用いていた。NEXCO中日本は2022年時点では笹子トンネル天井板崩落事故を使用している。報道機関などでは、同じ笹子トンネル天井板崩落事故のほか、笹子トンネル事故、笹子トンネル崩落事故などとも報じられている。
日本の高速道路での事故としては、死亡者数において1979年に静岡県の東名高速道路で発生した日本坂トンネル火災事故や2012年4月29日に群馬県の関越自動車道で発生した関越自動車道高速バス居眠り運転事故などを上回る事故となった。

## 概要

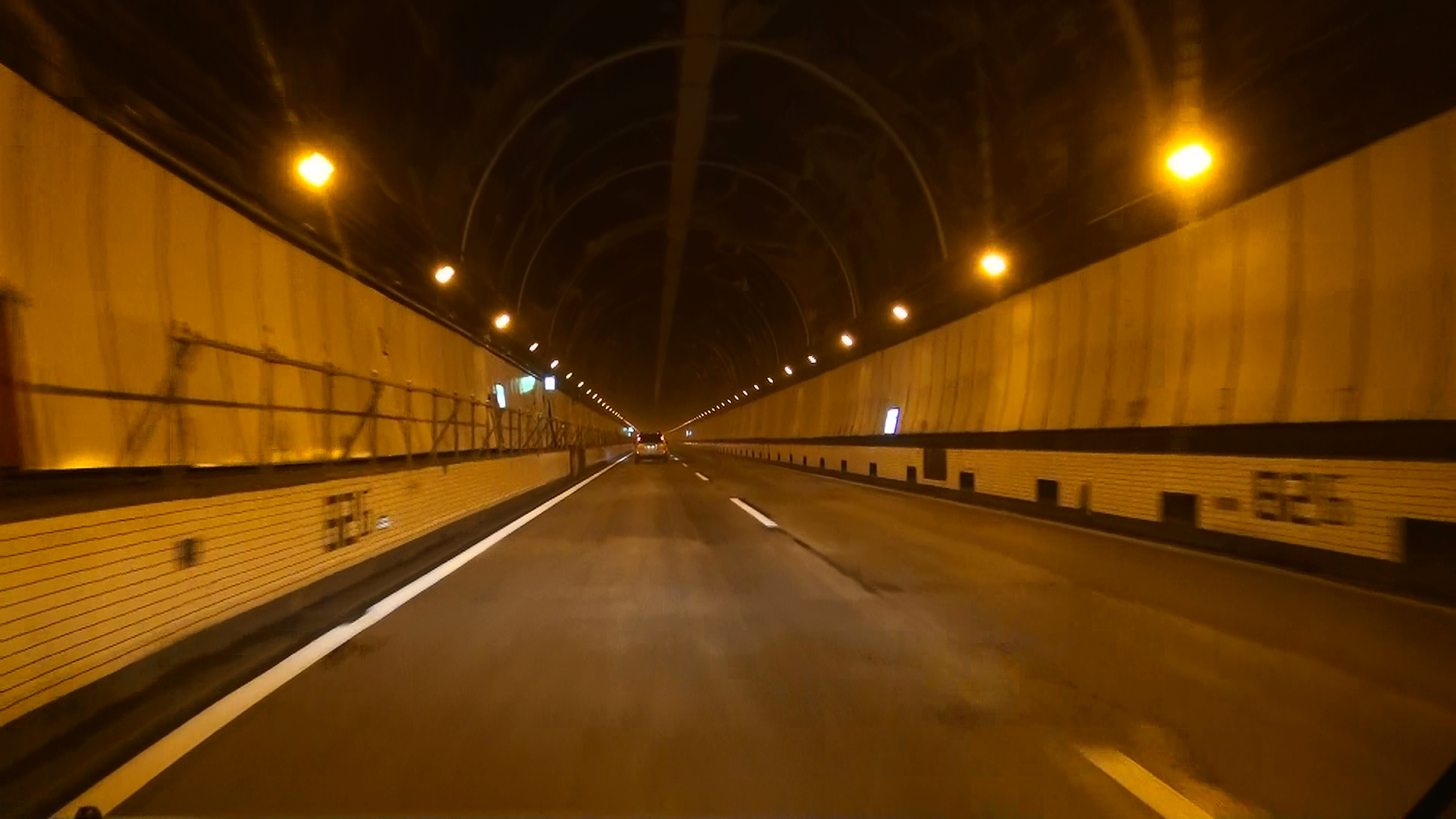
天井板落下現場の上り線82.6キロポスト（復旧直後の2013年2月8日16時13分撮影）

2012年12月2日午前8時3分頃（JST、当初は8時5分頃発生と伝えられた） 、上り線トンネルの東京側出口から約1.5キロメートル付近で、トンネル天井の換気ダクトに取り付けられている、横5メートル・奥行1.2メートル・厚さ約8センチと9センチ・重さ約1.2トンほどのコンクリート板およそ270枚（中壁を含む）が138メートルにわたってV字型に折り重なるように崩れ落ちた。走行中の自動車3台が下敷きになり、うち2台から発火した。トンネル内で火災が発生して黒煙が上がったうえ、後述の通り天井板崩落でトンネル内の煙除去装置も機能しなくなったため火災による煙の排出ができず、トンネル内部の現場にレスキュー隊が向かえないほどの高温の煙が充満した。
崩落現場で下敷きとなっていたレンタカーのワゴン車からは20代の男女5名の焼死体が発見されたほか、乗用車から70代の男女と60代の女性が焼死体となって発見された。また、トラックを運転していて崩落に巻き込まれた食品卸売会社勤務の50代の男性は事故直後に携帯電話で同僚に助けを求めていたが、救出時には既に死亡していた。
事故発生翌日の12月3日まで救助活動が行われ、計9名の死亡が確認された。また、重軽傷者は2人となった。
山梨県警察本部は3日未明、業務上過失致死傷容疑で捜査を始め、大月警察署に捜査本部を設置した。大月署は4日午前にNEXCO中日本の本社と八王子支社および同支社大月保全・サービスセンター、9月にトンネル内の点検を実施した中日本ハイウェイ・エンジニアリング東京など計6か所を家宅捜索し、これまでの点検状況など安全管理態勢について捜査した。また、トンネルの構造に詳しい大学教授ら専門家数人の立ち会いのもと、トンネル内で現場検証を行った。さらに、トンネル内の監視カメラの映像を押収して解析を進めた。

### トンネル内の状況

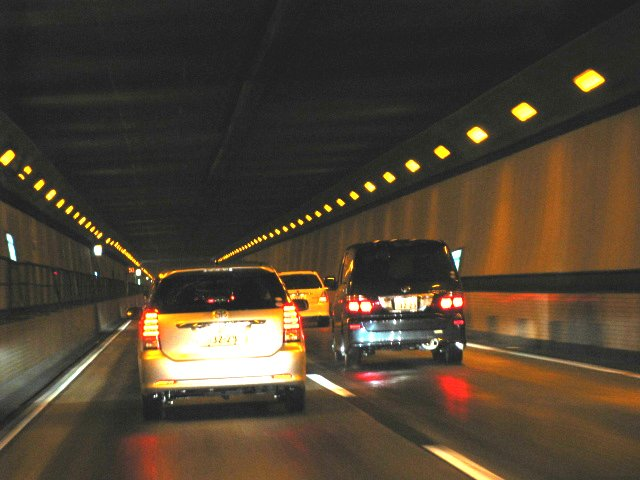
事故以前の上り線内部の様子（2009年5月5日撮影）

事故発生時に右側車線を走行中で急加速し現場から脱出することに成功したNHK甲府放送局の男性記者は「天井がメリメリと何かを剥がすように崩れてくる瞬間が見えた」と語っている。
救助に当たった東山梨消防本部塩山消防署は3日午前に記者会見を開き、救助活動当時のトンネル内の様子を語った。このうち、通報を受けてトンネルの小牧・長野側から事故現場に入った同署のポンプ隊長は「トンネルの入り口に到着したときは、視界は良好で奥まで見えた。消防車で中に入ると、両脇の歩道を歩いて避難している人がいたが、車に残っている人もいたので、避難を呼びかけた。途中から車を降りて進むと、煙の濃度が増してきて懐中電灯の光も足元に届かなくなり、奥では爆発音も聞こえたため、退避せざるをえなかった」と事故直後の現場の様子について語った。また、トンネルの東京側から事故現場に入り、保冷車に取り残された男性の救助活動を指揮した同署の小笠原克也署長は「何トンもある天板がいつ落ちるか分からないことがいちばんの活動のネックで、安全管理を重視しながら救助活動を進めた。持っている機材は通常の交通事故や火災には対応できるが、今回は大きな重機など特殊なものがないと進められず、困難な活動になった」と活動が難航したことを明らかにした。
また翌年の2013年2月3日に行われた現場公開では、崩落区間の端では崩落区間で撤去されたために、トンネルの脇に設置された保守点検担当者が通る「監査路」の手すりが途切れていた。また、落下した天井板の影響で崩落区間全体の路面に断続的に付いた筋状の傷、壁に空いた幅50センチメートル、高さ1メートル程度の穴も確認された。壁面には「漏水」「異物混入」のほか、コンクリートの上部と下部の継ぎ目の劣化を示す「補修材劣化」といった白い文字の書き込みも見られ、側面の部材は天井板の落下によってむき出しになっていた。また、下敷きになって炎上した車のあった場所はコーン標識で区切られ、遺族らが供えた花や線香が置かれていた。

### 事故への対応

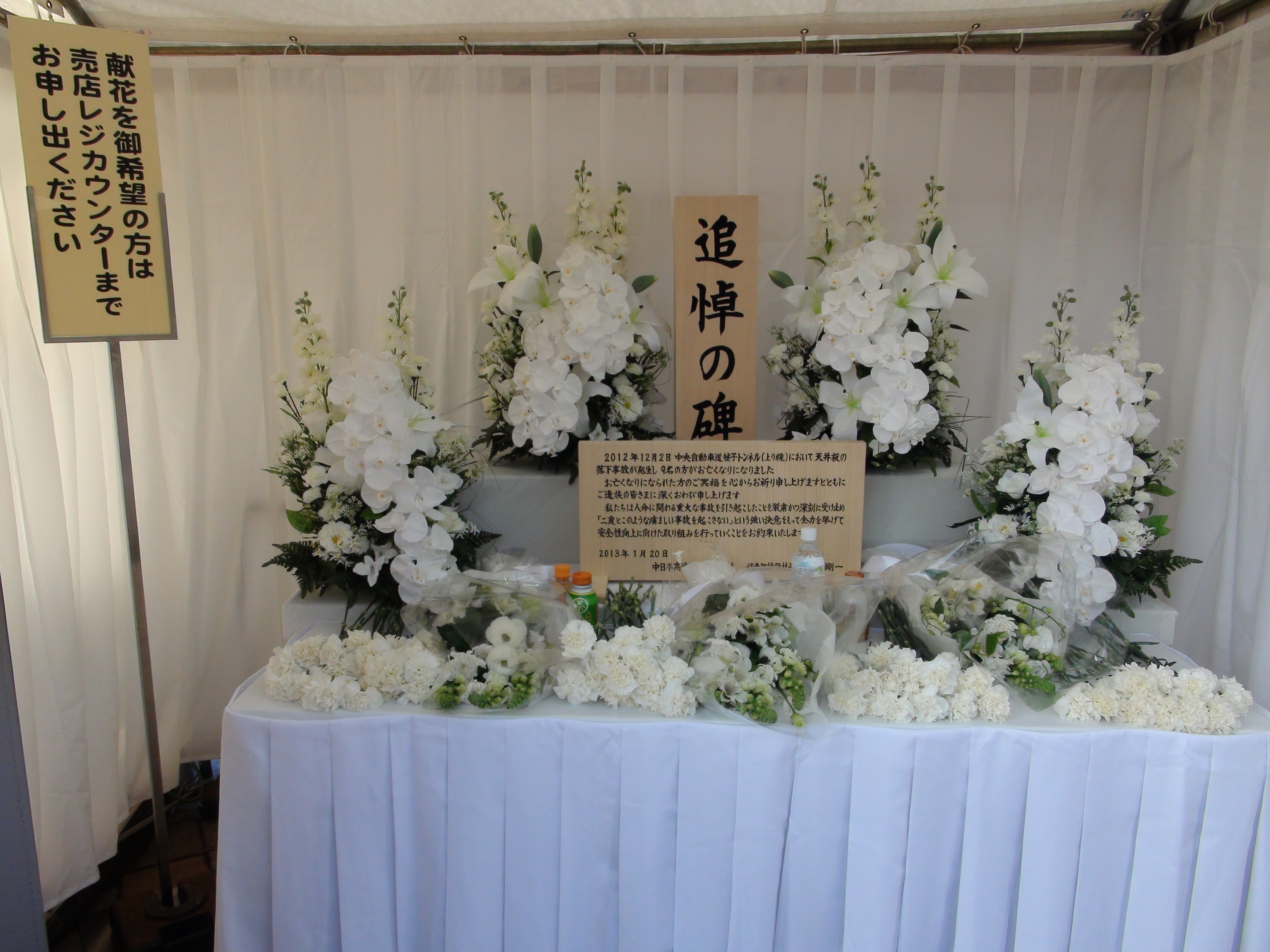
NEXCO中日本により初狩PA（下り線）に設置された追悼の碑と献花台（2013年1月24日撮影）

同事故を受けて、NEXCO中日本は12月2日15時頃と翌3日9時頃に緊急記者会見を開き、謝罪と説明を行った。12月3日の会見でトンネル本体上部の天井（覆工コンクリート）と天井板を支える吊り金具をつなぐボルト（コンクリートアンカー、直径1.6センチ・長さ23センチ）が抜けている箇所があったことが明らかとなった。
国土交通省は、日本の高速道路における天井の崩落による死亡事故は過去に例がないとしているが、国土交通省道路局では笹子トンネルと同型のトンネル（吊り金具により支えられた天井板を有するトンネル）が関越トンネル（関越自動車道・NEXCO東日本管理）、関門トンネル（国道2号・NEXCO西日本管理）、山手トンネル（首都高速中央環状線・首都高速道路管理）をはじめ、日本全国で49か所（3日調査時点）あることを明らかにし、今回の事故を受けて同型のトンネルの緊急点検を国土交通省地方整備局や各高速道路会社などの道路管理者に指示した。NEXCO中日本でも、自社管轄内にある同型のトンネル4か所（中央自動車道恵那山トンネル、新東名高速道路富士川トンネル、東名高速道路都夫良野トンネル、および笹子トンネル下り線）の緊急点検を行っている。また、NEXCO中日本の公式ウェブサイトのトップに謝罪のコメントを記し、同区間の通行止め情報を提供していた。
同型トンネルの緊急点検については後述する。
点検に加えて国土交通省は4日、トンネルに詳しい専門家からなる「トンネル天井板の落下事故に関する調査・検討委員会」を立ち上げた。委員会は、4日午後に笹子トンネルの崩落現場を訪れ、落下した天井板を吊り下げていたアンカーの腐食状況や天井部分のコンクリートの状態などについて調べた。その後に行われた会議では、事故原因の特定の方法や点検のあり方などについて議論した。委員会はアンカーの引き抜き試験なども行い、2013年6月18日に事故の最終報告書をまとめた。

## 事故の原因

### トンネルの全体設計

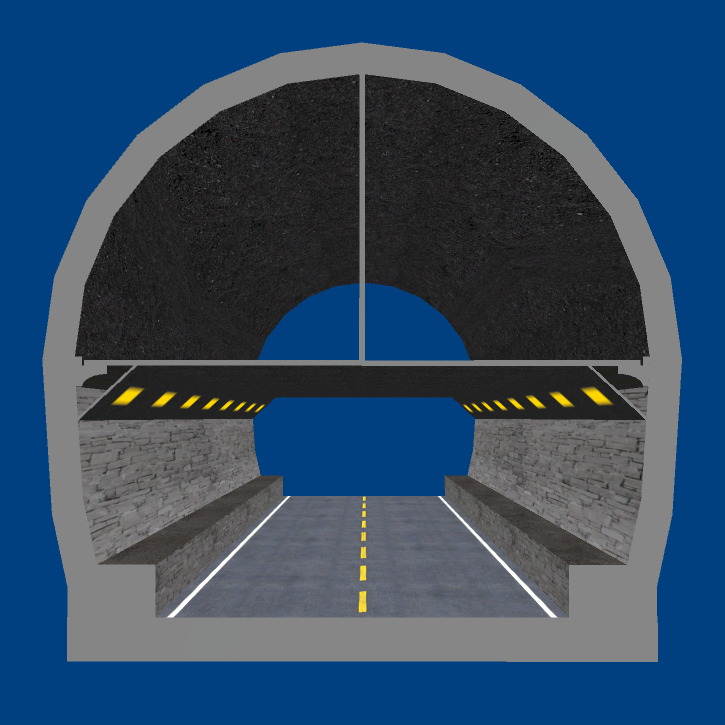
笹子トンネルの構造を示した断面図モデル

事故の原因である天井板は、トンネルにおける「換気ダクト」の役割を果たすための空間を構成していた。
吊り金具同士の間は隔壁で仕切られており、覆工コンクリートと天井板・隔壁で仕切られた一方はトンネル内の車の排気ガスを換気機を使って排出する排気用、もう片方は外部の新鮮な空気を取り入れる送気用の空間として利用されていた。これは「横流換気方式」と呼ばれる構造で、コスト面で不利となるが、交通換気や自然風に影響されない最も安定した換気方式として長大トンネルや海底トンネルで多く採用されてきた。笹子トンネルは交通量が多く大量の換気が必要とされていたため、天井板からトンネル最上部まで5.3メートルあり、他のトンネルと比べて点検が困難だったという。
今回の事故では天井板が崩落したことにより換気ダクトや煙除去装置の機能が失われ、煙の除去が困難になった。また、崩落した天井板は、1枚の隔壁に幅の長さが同じ天井板が左右2枚ずつ直角に交わる形で固定されていたことがわかっており、1枚が崩落すると同時に隣接する天井板が連鎖的に崩落したとみられている。西山豊は天井板のトンネル全体にわたる連結構造が大惨事を招いたとして、設計ミスを指摘している。また、車両の天井板接触事故（2005年、2008年、2012年）が天井板崩落の引き金になったのではないかとし、さらに笹子トンネルの現地計測を踏まえて、大月側L断面内の非常駐車帯（A-3）の設計と施工が崩落に大きな関係があるのではとしている。
なお、横流換気方式は自動車の排ガス抑制技術の向上もあって2012年当時では少数派になりつつあり、笹谷トンネル（山形自動車道）や安芸トンネル・武田山トンネル（ともに山陽自動車道）のように不要になったとして天井板を撤去するトンネルもあった。同様の構造であった笹子トンネル下り線でも、今回の事故に併せて換気方式を横流換気方式から変更し、天井板を除去している（後述）。

### 天井板の詳細設計と施工法
笹子トンネルの天井板は、トンネルの上部に鉛直方向に削孔した場所に樹脂や硬化剤、骨材からなる接着剤カプセルを装填したうえで孔内に接着系アンカーボルトを打設し、このボルトで天井板をつり下げるという施工法が取られていた。この施工法には、接合部の削孔が鉛直方向であるため荷重が分散されないこと、天井板の荷重を接着剤のみで支えている構造であることなどの問題が指摘されている。2006年にアメリカ・ボストンで起きた同様の事故との類似性から、使われている接着剤の特性を設計側と施工側の双方が把握していなかったことも指摘された。
笹子トンネルの設計では、ボルトは1本あたり4トンの荷重に耐えられ、仮にボルトを下に引っ張っても抜ける前にボルト自体が折れるようになっているはずだった。しかし、2013年2月1日に発表された国土交通省の検査結果によれば、事故の起きた笹子トンネル上り線のうち崩落していない区間で183本のボルトに対して強度検査を行ったところ、実際には113本が4トン未満の荷重で抜け落ち、うち16本は天井板や吊り金具を支えるための平均荷重1.2トンに耐えることもできない状態だった。この検査結果では接着剤の経年劣化以外にも、そもそもの接着剤が不足していたことなどが指摘されている。

### 設備の老朽化
NEXCO中日本は「つり金具の部分が壊れた可能性が高く」「大きな理由としては老朽化を考えている」と説明した（2012年12月2日、3日）。
しかし、同12月4日に開催された国土交通省の調査検討委員会の初会合では「目立った腐食はなかった」とされ、さらに2013年2月1日の国土交通省の検査結果で、コンクリート壁やボルト自体の強度に問題はないと結論づけられた。
4年前に発生した関門トンネルの「天井板の老朽化による事故」をNEXCO中日本の技術者は把握していたが、その知見を生かした老朽化対策を経営陣は承認しなかった。さらに、開通（1977年・昭和52年）以降40年間、天井板を固定するボルトや金具の定期交換や補修は行われていなかった（ただし、日本の法令では定期交換は規定されておらず、違法ではない）。
なお、事故以前に経緯は不明なものの、天井部で652か所の補修が行われていることが確認されている。
その後、コンクリートとボルト結合部の接着剤（通称アンカー）が、実際に老朽化していた部分として指摘されている。

### 杜撰な詳細点検
笹子トンネルは1年に一度の定期点検、5年に一度の詳細点検を実施しており、事故の直前は2012年9月に詳細点検を実施していたが、このときは異常は特に見当たらなかったという。しかし事故後の2012年12月13日の検査では、笹子トンネルの下り線に、天井と鋼板をつなぐ吊り金具のアンカーボルトの脱落や吊り金具と鋼板をつなぐボルトの脱落など670以上の不具合が確認され、これは他のトンネルに比べ飛び抜けて多い数字だった。復旧に向けた上り線トンネルの緊急点検の結果でも、崩落現場付近約110メートルを除く範囲で、アンカーボルト1万1,613か所のうち、ボルトの緩みや欠落などの不具合が1,211か所で確認された。
笹子トンネルの詳細検査において、天井板を固定する金属ボルトの異常を検知する打音検査については「目視で異常を確認した場合」にのみ実施する運用としていたこと、打音検査は2000年以降実施していないなどの実態が警察の調べで明らかになっている。NEXCO中日本の点検マニュアルは、日本道路公団を前身とする高速道路3社により共同作成されたものだが、その中では「詳細点検」について「個々の構造物の状況を細部にわたって近接目視・打音等により行う」と定義されていた。しかし同社は「定義は大まかな定め」で、目視のみの検査が「マニュアルを逸脱していたとは考えていない」という。一方、NEXCO中日本と同じ要綱を使っているNEXCO東日本では「目視をしつつ打音するのが普通だ」としている。実際にNEXCO東日本・NEXCO西日本・首都高速道路・阪神高速道路が管理する同様構造のトンネル25か所では、その全てで打音検査が実施されていた。

### 外圧説
事故直後の12月3日のNEXCO中日本の会見では、事故原因について「老朽化以外にも東日本大震災の影響など外圧の可能性もある」としていた。防災システム研究所の山村武彦所長も、つり下げ用金具の腐食以外に東北地方太平洋沖地震およびその翌日に発生した長野県北部地震や、富士山周辺部の地震活動などの揺れがトンネル自体を歪ませた可能性を指摘している。なお、山村は同時に1996年に発生した豊浜トンネル岩盤崩落事故についても1993年の北海道南西沖地震の影響が指摘されているとした。

### 最終報告書
2013年6月18日、国土交通省の事故調査・検討委員会は事故についての最終報告書をまとめた。報告書では、施工時からボルトの強度が不足していたことや、ボルトを固定していた接着剤が劣化したことなど、複合的な要因が事故につながったとしている。また、報告書では、計算上では風圧によりボルトに想定以上の荷重がかかっていたとみられること、ボルトの耐久性に関する知識が不足していたこと、12年間ボルトの状態を確認していなかったことなど、NEXCO中日本の管理体制に不十分な点もあったと批判している。

## 事故の影響

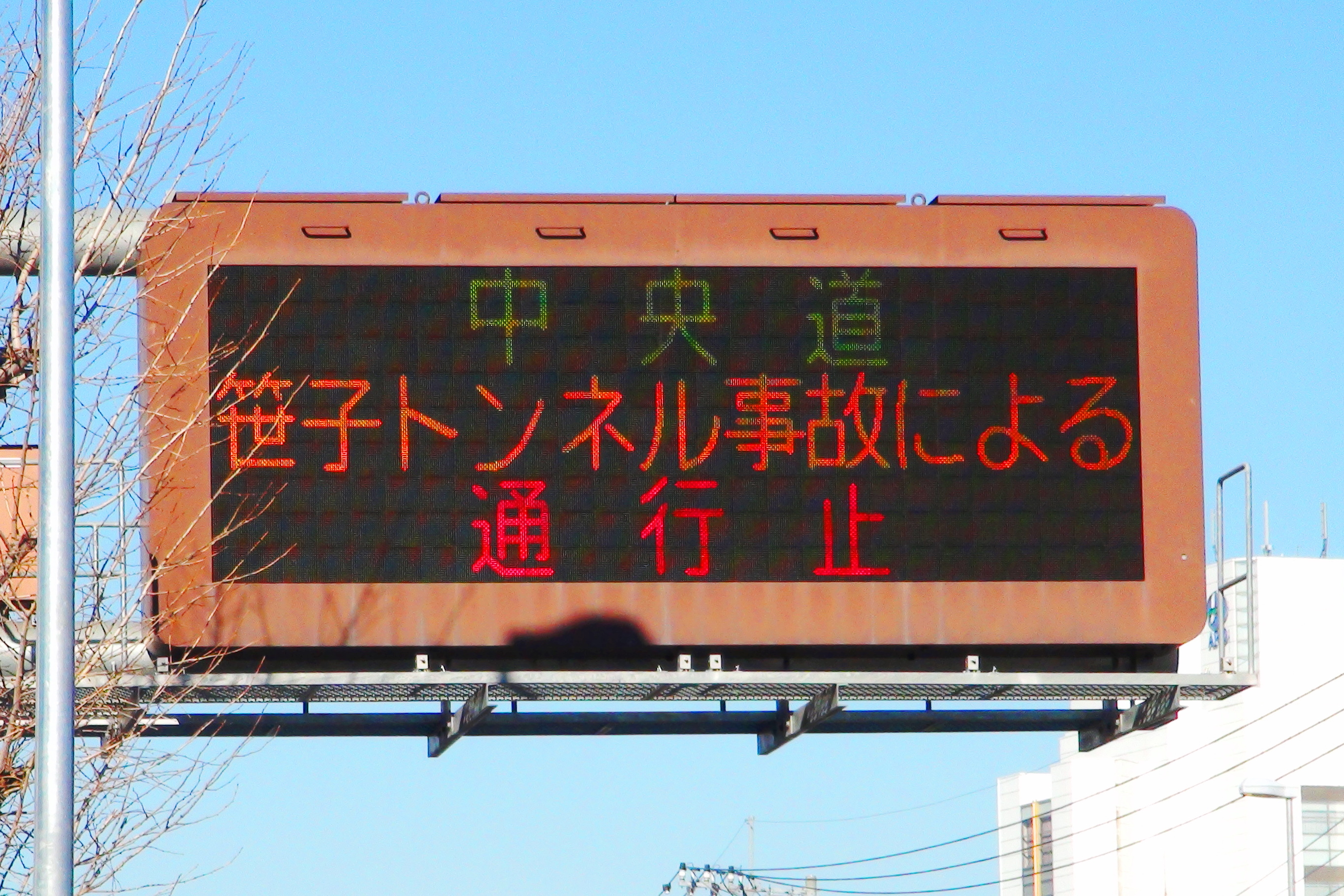
笹子トンネル通行止を知らせる電光掲示板。国道20号甲府市国母地区（2012年12月12日撮影）

事故の影響で上り線は一宮御坂IC - 大月JCT間、下り線は大月JCT - 勝沼IC間が通行止めとなった。なお、大月JCTに隣接している大月ICから一般道に出ることは可能であった。12月4日時点で、上り線の復旧の見込みは立たず、下り線の復旧にも点検作業のため復旧まで1週間ほどかかる見込みであった。
国土交通省関東地方整備局甲府河川国道事務所および日本道路交通情報センターは、基本的な迂回路として国道20号経由を案内していたが、国道20号は一部道幅が狭く渋滞が予想されたことから、国道20号を避けるルートとして中央道（富士吉田線）河口湖ICまたは国道139号から国道137号を通る富士吉田経由のルートを推奨していた。また、埼玉方面に抜けるルートとして国道140号（雁坂トンネル）経由を併せて案内していた。甲府河川国道事務所では迂回路情報提供と同時に国道20号の交通状況ライブカメラを公開し、所要時間情報を提供していた。
国道20号では、新笹子隧道での平日平均交通量が、事故前の9,000台/日から、事故後は2万4,000台/日に急増するなど混雑が続き、NEXCO中日本幹部の話として「通常の中央道経由よりも1時間、渋滞時には2 - 3時間以上余計に時間を要する」状況が伝えられていた。このため、物流の面や高速バスで直接的な影響が生じた。

### 物流への影響
物流に関しては、日本郵便が関東地域と山梨県、長野県（松本エリア）の間の郵便物やゆうパックの配達遅延が生じる場合があることを発表していた。一方、その他の宅配事業者（佐川急便、日本通運、ヤマト運輸など）は、運送ルートを東名高速道路経由に振り替えるなどして対応し、遅配のおそれについては公表していない。
小売業や製造業界でも商品の配送ルートの変更を強いられており、イオングループでは通常の運送ルートを変更し、通行止め区間を回避する措置をとった。おもに山梨県内でスーパーを運営するオギノも、県中央部にある配送センターから笹子トンネルを経由して県北東部に向かう出荷ルートについて、より時間がかかる迂回ルートに切り替えた。
また、中央道沿線に拠点を置く製造各社の一つである、産業用クレーンメーカーのキトーは「製品出荷、部品調達とも1、2日の遅れが出ている」とし、山梨県南都留郡忍野村に本社工場を持ち、産業用工作機械の製造を行うファナックでは、通行止めが長期化すれば搬送ルートの本格的な見直しを進めることを検討。長野県飯田市にあるシチズン平和時計も同市内にある4工場からの製品出荷に影響が出かねないとして、トラックの出発時間を繰り上げるなどの措置を検討していた。
また、ECサイト最大手のアマゾンでは、山梨県への商品配送に「遅れが生じている」と発表し、即日配達については、山梨県内からの注文受け付けを一時中止していた。

### 旅客輸送への影響
高速バスについては各路線とも遅延が生じ、中央高速バスを運行する京王電鉄バス・京王バス東によると、事故発生当日の12月2日は平均1時間、最大1時間25分の遅れや一部便での運休が出ており、公式ウェブサイトで遅延状況を知らせているが「当面は迂回ルートで対応するしかない」とし、共同運行する山梨交通は、国道20号の渋滞を避けるため国道137号・河口湖インターチェンジ経由に運行ルートを変更した。また、同じく共同運行するアルピコ交通では、12月2日の松本 - 新宿線で最大1時間45分の遅延および一部便に運休が生じており、運行担当者の話として「（通行止めが長期化すると）バスのやりくりなどで厳しくなる」「（競合する中央本線に）一時的に客を奪われることも覚悟しなくてはならない」との見解を示していた。
実際に、中央本線の特急（あずさ・かいじ）の、2012年 - 2013年の年末年始における指定席予約数の前年比は、JR東日本管内の新幹線を含めた他の特急が平均110%であるのに対し、あずさ・かいじは160%と突出して増加し、当初予定していた臨時列車とは別の臨時列車（特急あずさや全席自由席の快速・普通列車）を増発した。
一方、新宿から長野方面の日帰りバスツアーを運営するはとバスは「一般道は道路幅が狭いうえ、雪が降る可能性もある」と懸念を表明し、一部ツアーの中止も生じた。
また、ジェイアールバス関東や西日本ジェイアールバスによると、中央ドリーム号や中央道昼特急号にも大幅遅延や運休が生じた。西鉄バスが東京 - 福岡間を中央道経由で運行する「はかた号」については、2012年12月20日より東名高速道路を経由するルートへの変更が予定されていたが、事故後に予定を前倒して東名高速道路経由での運行に切り替えた。もう一方の東京 - 福岡線である「Lions Express」については、当初から東名高速道路経由のため変更はなかった。

### 副次的影響
観光産業面でも打撃が懸念された。年末年始は帰省に伴う交通渋滞が発生しやすく、旅行業界では「ツアーによっては、渋滞を見越して訪問する観光地を減らす可能性もある」との声も上がった。山梨県観光部によると県外からの観光客の7割がマイカー利用者とし、同県の担当者は「通行止めが続けば、迂回のため移動時間が長くなるなど、観光に打撃を与えかねない」と不安を募らせていた。
事故の翌日の時点で、すでに株式市場への影響も出ており、12月3日の東京証券取引所においては、日本橋梁やハザマなど、トンネル工事を請け負う建設会社の株価が上昇した。
2012年（平成24年）12月16日が投票日であった第46回衆議院議員総選挙、及び2012年東京都知事選挙では、公共事業のあり方や首都高速道路などの老朽化したインフラ整備が各政党の選挙争点のひとつとなった。
日本政府は、2013年（平成25年）を「インフラメンテナンス元年」と位置づけ、インフラ長寿命化基本計画を策定した。具体的にはメンテナンスサイクルを構築し、インフラの寿命を延ばす新技術の導入を推進するなどとしている。翌2014年（平成26年）には道路法施行規則を改正し、トンネルや橋を5年に一度、定期的に点検するよう義務付け、翌2015年（平成27年）度から「高速道路リニューアルプロジェクト（大規模更新・修繕事業）」に取り組むことになった。

## 復旧

### 暫定復旧

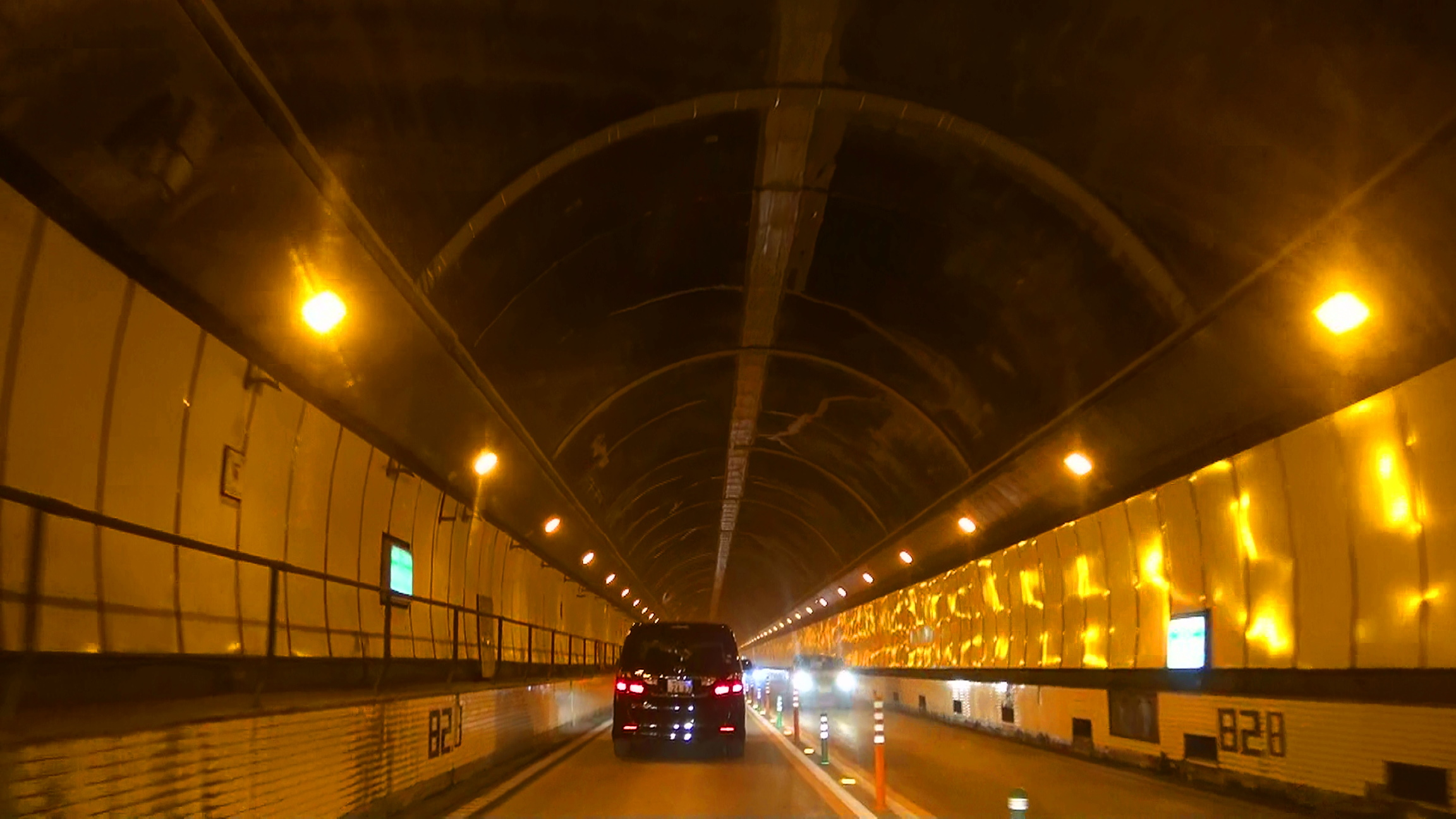
暫定復旧した笹子トンネル下り線内部（2012年12月29日15時56分撮影）
東京方面から甲府方向へ走行。問題となった天井板はすべて撤去されている。壁面に82.8キロポストの表示。ちょうどこの付近の右側（上り線側）で事故が発生した。

2012年12月8日より下り線トンネルの天井板（約7,500枚）の撤去と対面通行に必要な工事を行い、12月29日に通行止めとしていた一宮御坂IC - 勝沼IC間の上り線の通行止めを解除し、大月JCT - 勝沼IC間（約19キロ）のうち、笹子トンネルを含む80キロポストから88キロポストの間（約8キロ）を、下り線を用いた暫定2車線で復旧した。
対面通行にあたってはセンターラインを認識できるように車線を黄色の実線にし、赤いガイドポストを配置、また脇見運転による事故が多発している旨などを案内するアナウンスを流すなど安全対策を講じている。規制速度は山梨県警と協議し、笹子トンネル内が時速40キロ、その他の区間は同50キロと定めた。
そのため、年始のUターンラッシュの渋滞予測では、2013年（平成25年）1月2日に、笹子トンネル附近を先頭に上り線で最大45キロ、渋滞通過に約4時間半を要すると渋滞予想されていた。
NEXCO中日本は、迂回路の利用者のため、2013年（平成25年）1月1日午前0時から、中央道富士吉田線（大月IC - 河口湖IC）を無料にして渋滞緩和を図ったため、国道20号の利用と中央道富士吉田線と国道137号の利用での金額が同額（例として中央道高井戸IC - 東名名古屋IC間の普通車料金：上り7,000円、下り7,350円）となった。結果として、2013年1月2日の笹子トンネルに関連する渋滞は、7キロ程度に留まった。
脇見運転の心配がなされていたが、開通の翌日の30日午後には車5台が絡む玉突き事故が発生、さらに翌31日午前にも車4台が絡む追突事故が発生した。

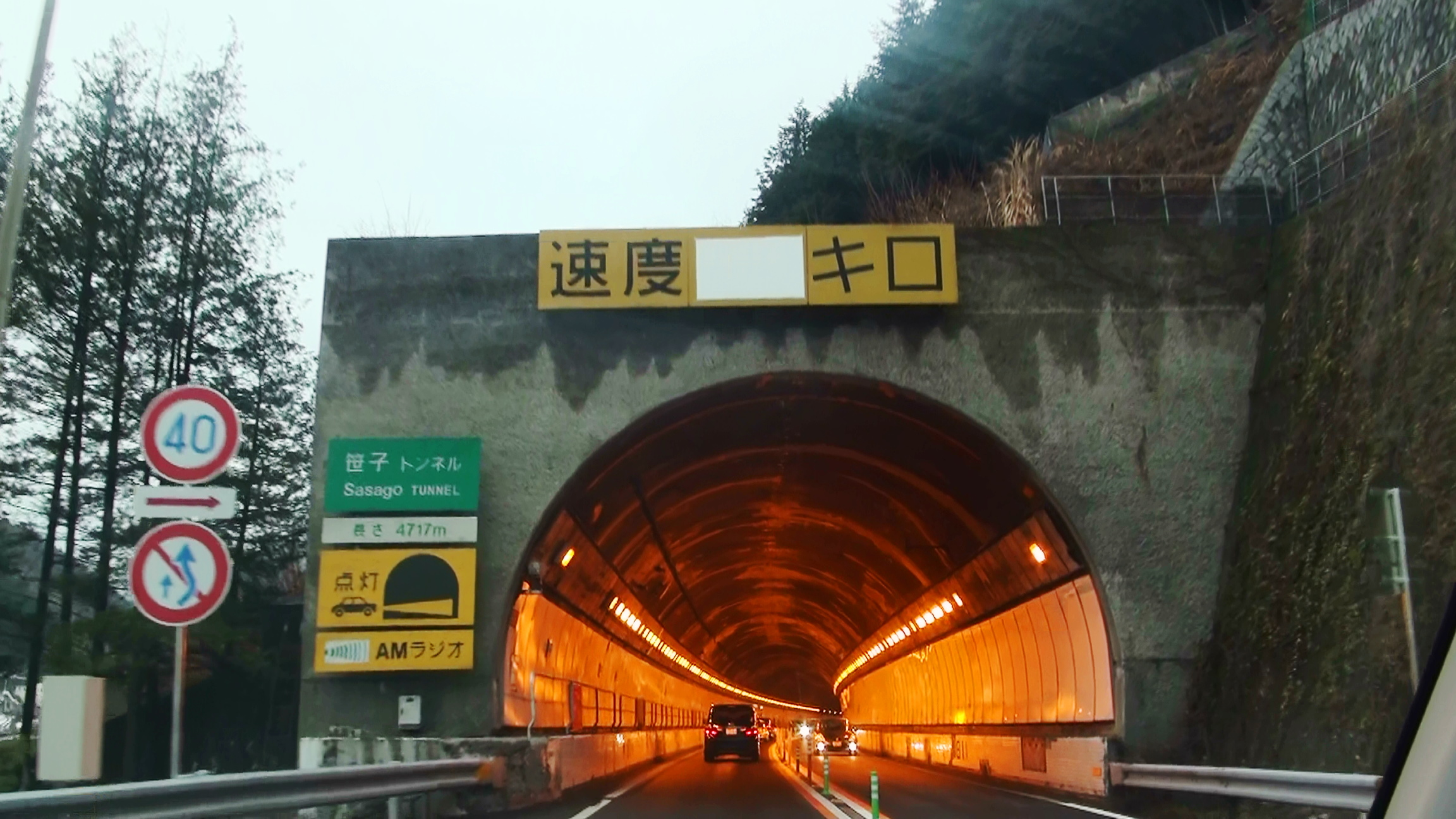
暫定復旧した大月市側入口。制限速度40キロの仮設表示板（2012年12月29日撮影）。
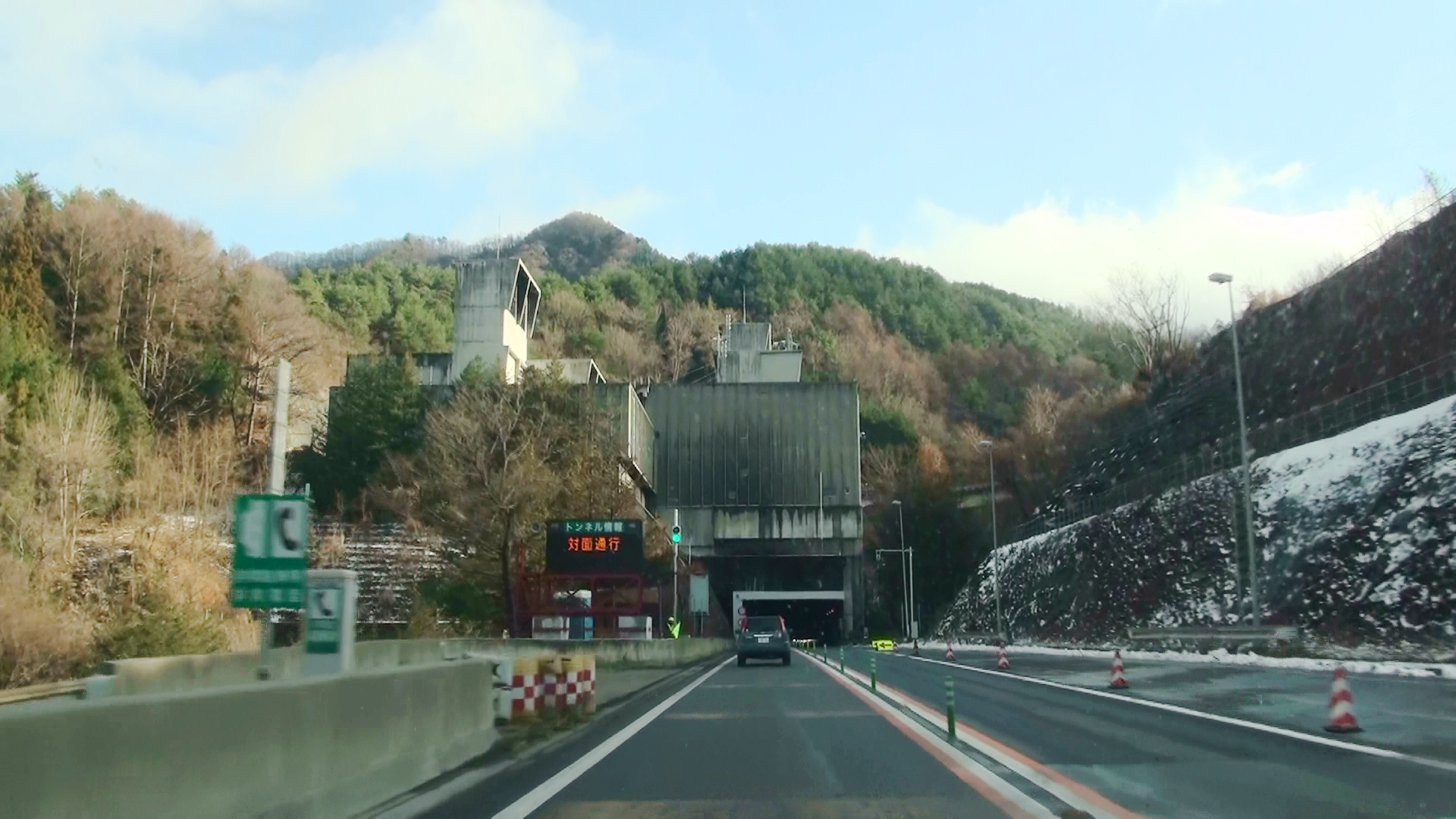
暫定復旧した甲州市側入口。対面通行を注意喚起する電光掲示板（2012年12月29日撮影）。
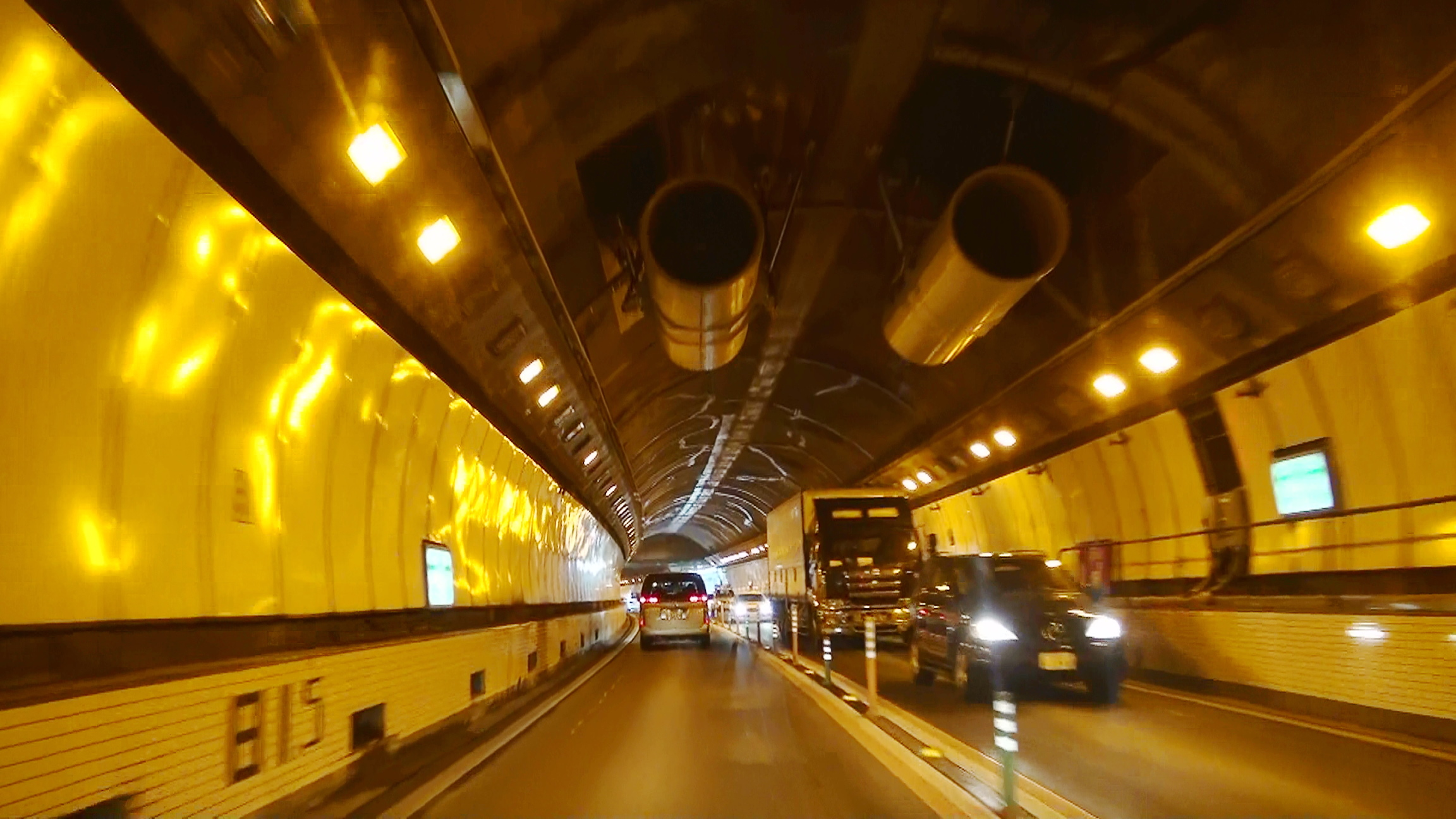
天井板は撤去され、新たに換気ファンが設置された（2012年12月31日撮影）。

### 完全復旧
2013年1月9日までには山梨県警による現場検証が終わり、笹子トンネル上り線の復旧工事に着手できる状態となった。これを受けてNEXCO中日本は、国土交通省による事故原因調査の進捗に配慮しつつ、1月11日からコンクリート製のつり天井を撤去し、換気設備を順次設置する工事を行った。また、仮復旧で設置したガイドポストも撤去し、完全復旧後に対面通行を解除する方針であると発表した。NEXCO中日本は2月1日、1週間後の2月8日16時に笹子トンネル上り線開通の方針を明らかにし、復旧前日の2月7日13時から工事のため下り線の同区間が通行止めとなり、翌8日16時から68日ぶりに上下線2車線ずつで通行可能となった ことをもって、完全復旧となった。これに伴い、トンネル内の制限速度は暫定復旧時の時速40キロ規制から事故前と同じ時速70キロ制限に変更となり、1月1日午前0時から続いていた中央道富士吉田線（大月IC - 河口湖IC）の無料化を2月12日午前0時に解除し、有料に戻った。

## 復旧後
- 高速道路の安全に向けて取り組みを進める決意を新たにした[98]。今後も安全を最優先に取り組みを続けていく[99]。
（2015年の追悼慰霊式での宮池克人中日本高速道路社長の言葉）
- 本当のプロ意識がなかったから9人が亡くなった[100]。中日本を許すことはできない[99]。
（2015年の追悼慰霊式での遺族の一人の言葉）

NEXCO中日本は毎年12月2日に事故現場で黙祷と献花を行い、都留市内で追悼慰霊式を開いている。例えば、3年後にあたる2015年には、トンネル内の事故現場で事故のあった時間に黙祷し、次に追悼慰霊式が行われた。式には約100人が出席した。
事故車両のうち、5人がその車中で亡くなったワゴン車は、神奈川県川崎市宮前区にあるNEXCO中日本の研修施設の安全啓発室に展示されていた。これは遺族が再発防止を願うとともに「車両は故人の棺」という思いから保存を要望していたためである。ワゴン車の所有権を買い取ったNEXCO中日本は、同社とグループ会社の全社員約6,000人に実際の車両を見せて戒めとし、安全啓発研修をする予定と報じられた。これに対し遺族らは一般公開を強く要望しており「NEXCO中日本は事故を早く忘れたいのではないか」という疑念を抱く遺族すらいた。
遺族から要望された一般公開について、NEXCO中日本は「検討していきたい」と返答したが、その後、NEXCO中日本八王子支社の敷地内に新設された「安全啓発館」に展示されることになり、2021年3月25日に報道陣と遺族に公開された。なお同館は社員研修施設であり、一般公開はしない方針である。

### 民事訴訟
この事故に対し、遺族らは民事訴訟を3つ起こした。
- まず、NEXCO中日本とその子会社に対し、総額約9億1,000万円の損害賠償を求めて横浜地方裁判所に訴えを起こした。2015年12月22日、横浜地裁は2社に、計4億4,371万円あまりを支払うよう命じる判決を言い渡した。原告（遺族）側の主張を全面的に認める判決で、適切に点検をしていたら避けられた事故であると、会社側の過失を認めた。原告被告ともに控訴しなかったため、判決が確定した。
- 続いて、5人が死亡したワゴン車に同乗しており、負傷しながらも生還した女性は、NEXCO中日本とその子会社と両社の役員（事故当時）4人に対し、約2,600万円の損害賠償を求めて横浜地方裁判所に訴訟を起こした。2016年2月8日、横浜地裁で和解が成立した。女性の代理人弁護士は、和解金が支払われたかどうかなどの詳細を伏せた[107]。
- 死亡した9人のうち、同じワゴン車に乗っていた5人の遺族は、NEXCO中日本の役員（事故当時）4人に対し「老朽化したトンネルの点検・補強工事を指示する義務があったのに、それを怠った」という主張のもと、総額2,400万円の損害賠償を求めて横浜地方裁判所に訴えを起こした。横浜地裁は2016年2月16日、遺族の請求を棄却した[108]。市村弘裁判長は判決で「役員であった4人が事故を予見できたとは認められない」と指摘した。一部の遺族は控訴の意向を示した。NEXCO中日本は、再発防止と安全性向上に取り組むと表明した[109]。同年2月29日、原告12人のうち9人が東京高等裁判所へ控訴した[110]。東京高裁は元社長らの謝罪を条件として和解を勧告したが、元役員側が過失責任を認めず交渉決裂し、8月17日に結審した[111][112]。同年10月19日に判決があり、東京高裁の河野清孝裁判長は一審判決を支持し、役員らに重大な過失があったとは言えないとして、遺族側の控訴を棄却した[113]。遺族側は9人全員が一致して、最高裁判所へ上告することを決定した[114][115]。2017年5月30日に最高裁は「元社長らは天井板の構造や点検結果を認識する立場になかった」として、遺族側の上告を棄却する決定を出し、元社長ら個人の賠償責任を否定した一審・二判決が確定した[116][112]。

### 書類送検
2017年11月30日、山梨県警察は8人を業務上過失致死傷の疑いで書類送検した。8人はNEXCO中日本前社長、同社元専務、点検計画を作成した支社と子会社の当時の役員。山梨県警は、打音検査を目視検査のみにするなど、十分に点検するよう指示せず簡略化した点検を続けたことにより、事故を防げずトンネル利用者を死傷させた疑いがあるとした。
2018年3月23日、甲府地方検察庁は書類送検された社長ら10名を嫌疑不十分で不起訴処分とした。これは、たとえマニュアルに従って検査・触診したとしても、天井板の崩落は予見できなかった可能性があり、事故と過失に因果関係があると立証することは難しいと判断したため。被害者の遺族はこの不起訴処分を遺憾であると表明し、同年8月1日付で甲府検察審査会に審査を申し立てた。
2019年7月23日付で甲府検察審査会は、10名のうち点検作業担当者2人に「不起訴不当」を議決した。議決を受け甲府地方検察庁は再捜査を行ったが、2020年4月9日、2人を再び嫌疑不十分で不起訴処分とした。

### 慰霊碑

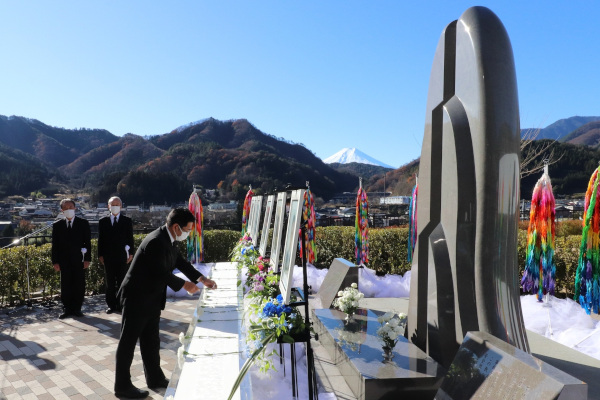
初狩パーキングエリア下り線にある笹子トンネル天井板崩落事故の慰霊碑に献花する渡辺猛之国土交通副大臣（当時）。2021年12月2日。

2017年9月10日、NEXCO中日本は愛知県名古屋市で、安全性向上への取り組みに関する説明会を開催し、遺族のうち11名が参加した。この際、NEXCO中日本は、笹子トンネル事故の慰霊碑を建立すると遺族に伝えた。場所は献花台の設置されている初狩パーキングエリア下り線と笹子トンネル下り線入り口で、2018年度内に完成予定と発表された。事故は上り線で発生したが、用地取得など諸事情により下り線になった。また、遺族らの希望により富士山の見える場所が選定され、記念碑の近くには遺族により植えられた桜の木がある。この桜は被害者の1人が桜が好きだったことにちなみ、山梨県北杜市にある「神代桜」の種から育てられたものである。
2019年4月13日、初狩パーキングエリアおよび笹子トンネル下り線入り口近傍の2か所に慰霊碑が設置され、NEXCO中日本の代表者や遺族などによる除幕式が執行された。

## 同型トンネルについて
国土交通省の緊急点検指示を受けて、各道路管理者（高速道路会社、地方整備局、地方自治体など）は該当する全トンネルの緊急点検を行い、以下のトンネルで不具合があったことが明らかになっている。
首都高速1号羽田線羽田トンネル（東京都・首都高速道路管理）
- 上下線1か所ずつ、計2か所で吊り上げ金具の破断を確認したと発表。発見直後の12月5日夜から6日早朝にかけて損傷箇所を金属製ワイヤーで補強する応急処置を実施したうえで[130]、12月22日午後10時から25日午前5時まで前後の区間を通行止めにして天井板の撤去工事を行った[131]。これらの天井板はもともと年度内に撤去する予定だったが、今回の事故を受け、前倒しして行われることとなった。なお、2011年8月の点検では異常が見つからなかったとしているが、2006年6月の点検では下り線で吊り上げ金具1本が破断しているのが見つかっており、このときは残りの金具だけでも安全性は保たれるとして緊急の補修工事は見送っていたとしている。

阪神高速31号神戸山手線神戸長田トンネル（兵庫県・阪神高速道路管理）
- 吊り上げ天井のつり上げ金具全6,600か所のうち、北行の6か所と南行の1か所でボルト4本が抜け落ち、4本に緩みが見つかったと発表した。同日に緊急補修工事を実施した。金具の構造は6本のボルトで1つのつり金具を支える構造で、阪神高速道路が抜け落ちや緩みの原因を調べている。すでに4か所の補修を終え、残り3か所4本も早急に補修する方針である[132]。阪神高速では、通行に支障のある状態ではないという発表をしている。最終的に天井板は2016年2月に撤去された。

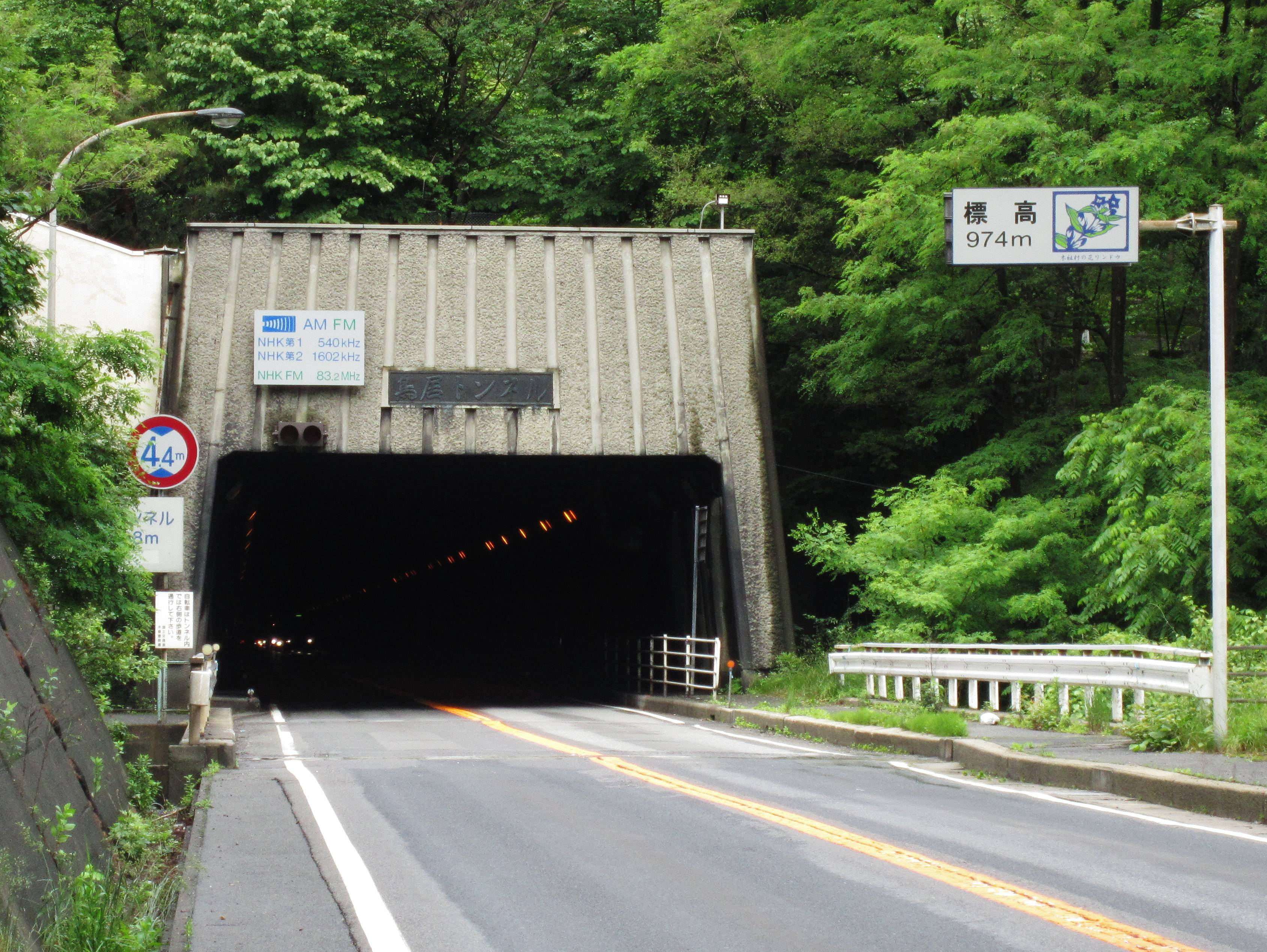
新鳥居トンネル（2011年6月撮影）

国道19号新鳥居トンネル（長野県・国土交通省中部地方整備局管理）
- トンネル上部に固定するボルトが2個ともない吊り金具が1本見つかったと発表。4日に作業員が発見し、5日に補修した。つり金具は、1.8メートル間隔で横2列に計約2,000本あり、天井板を支えている。左右2本のつり金具に天井板9枚分、重さにして約630キロの荷重がかかる構造である。ボルトのない吊り金具が1本あったが、金具の下部が格子状のレールで他の金具と連結されており、天井板は崩落を免れたという。トンネルの点検は2年に一度実施しているが、従来の点検ではボルト欠損は見つからなかった。また、発表が7日になった点について飯田国道事務所は「内部の手続きが遅れた」と釈明した[133]。その後、複数のメディアが中部地方整備局への取材結果として、この吊り金具に対応する天井のボルト穴がそもそも存在していなかったと報じている[134][135]。鳥居トンネルは1978年開通で、1995年に大規模改修を行っているが、いつの時点からボルト穴がないのかはわかっていないという。最終的に天井板は2014年7月に撤去された[136]。

国道197号夜昼トンネル（愛媛県・愛媛県管理）
- 4日に点検を実施し、固定ボルトの緩み39か所、吊り金具の腐食2か所、金具周辺のコンクリートの異音19か所が確認された。いずれも軽度で、天井板落下などのおそれは低いとされた。固定ボルトの緩みは週内に、腐食・異音箇所は2012年内に補修を行うとした[137]。

国土交通省が2012年12月17日現在でとりまとめたところによると、事故の発生した笹子トンネル上り線を除く対象の全60トンネルのうち上記を含む16トンネルで何らかの不具合が発見された。国土交通省によれば、いずれも安全上大きな問題はなく、緊急補修を実施または行う予定という。上述の他に不具合のあったトンネルは以下の通り。
高速道路会社管理（計8トンネル）
- 中央自動車道恵那山トンネル下り線（2013年7月に天井板を撤去）
- 東名高速道路都夫良野トンネル下り線左ルート（2013年9月に天井板を撤去）
- 京滋バイパス宇治トンネル上り線（2013年12月に天井板を撤去）[139]
- 九州自動車道 加久藤トンネル上り線（2014年11月に天井板を撤去）[140]

国土交通省管理（計3トンネル）
- 国道46号仙岩トンネル（2013年12月に天井板を撤去）
- 国道32号大豊トンネル（2013年12月に天井板を撤去）[141]

地方公共団体管理（計3トンネル）
- 国道137号新御坂トンネル（2014年6月に天井板を撤去）
- 山梨県道6号甲府韮崎線愛宕トンネル（2013年12月に天井板を撤去）

地方道路公社管理（計2トンネル）
- 名古屋高速2号東山線東山トンネル上下線（2019年2月に天井板を撤去）

笹子トンネルと同じ工法の山形県国道112号月山道路月山第一トンネル、第二トンネル（笹子と同時期に施工）も、2012年12月に緊急点検が行われ、2013年10月末から天井板の撤去が行われたが、1996年のトンネル漏水防止工事の際に天井板吊下取付ボルトに脱落が見つかり、補強工事が行われていたことが判明した。